# Serada Kenichi
Kenichi Serada (sinh ngày 20 tháng 10 năm 1973) là một cầu thủ bóng đá người Nhật Bản.

## Sự nghiệp câu lạc bộ
Kenichi Serada đã từng chơi cho Kashima Antlers và Cerezo Osaka.

## Thống kê câu lạc bộ

### J.League
| Đội             | Năm       | J.League | J.League | J.League Cup | J.League Cup | Tổng cộng | Tổng cộng |
| Đội             | Năm       | Trận     | Bàn      | Trận         | Bàn          | Trận      | Bàn       |
| --------------- | --------- | -------- | -------- | ------------ | ------------ | --------- | --------- |
| Kashima Antlers | 1992      | -        | -        | 0            | 0            | 0         | 0         |
| Kashima Antlers | 1993      | 0        | 0        | 0            | 0            | 0         | 0         |
| Kashima Antlers | 1994      | 0        | 0        | 0            | 0            | 0         | 0         |
| Kashima Antlers | 1995      | 0        | 0        | -            | -            | 0         | 0         |
| Cerezo Osaka    | 1996      | 1        | 0        | 1            | 0            | 2         | 0         |
| Cerezo Osaka    | 1997      | 2        | 0        | 2            | 0            | 4         | 0         |
| Tổng cộng       | Tổng cộng | 3        | 0        | 3            | 0            | 6         | 0         |